# USS Skate (SSN-578)
USS Skate (SSN-578) – jednostka wiodąca pierwszego amerykańskiego typu okrętów podwodnych z napędem atomowym Skate. Oparty w pewnej mierze na projekcie konwencjonalnych okrętów typu Tang, „Skate” był jednym z czterech ostatnich amerykańskich okrętów podwodnych, których kadłub nie był oparty na rozwiązaniach opracowanych w programie badawczym „albacore”. W 1959 roku został drugim amerykańskim okrętem (po USS „Nautilus” (SSN-571)), który w zanurzeniu dopłynął do bieguna północnego.